# Villar de Mazarife
Villar de Mazarife es una localidad del alfoz de León, perteneciente al municipio de Chozas de Abajo, en la provincia de León (Comunidad Autónoma de Castilla y León, España).

## Ubicación
Se encuentra en la carretera LE-413, kilómetro 15, que comunica Santa María del Páramo con Villadangos del Páramo.
Limita al N con Fojedo del Páramo, al NE con Chozas de Abajo y al SE con Mozóndiga y Méizara.

## Historia
Esta pequeña población del Páramo leonés debe sus orígenes a Mazaref, cabeza de una ilustre familia de mozárabes cordobeses que, al amparo de privilegios de los reyes de León, emprende la gran empresa repobladora de estos parajes del alto Páramo extendiendo, sus descendientes, hasta las lejanas riberas del Cea, una gran actividad repobladora. Documentos de la época dan fe de los Mazaref en la última década del s. IX y en los siguientes X y XI.
La ubicación de Villar no está elegida al azar. Aún había vestigios de civilizaciones anteriores en la antigua Vallata, asentamiento prerromano, ahora punto estratégico de la calzada romana que unía ciudades tan importantes como Astúrica Augusta, Bílbilis, Cesaraugusta y Tarraco.
En la Alta Edad Media, en los albores de Villar, esta vía se convertirá en Camino de peregrinos que acuden al sepulcro del apóstol Santiago, recién descubierto, en Compostela. Desde entonces, y en la actualidad, felizmente recuperada la tradición, este Camino de Villar vuelve a ser paso elegido por peregrinos y caminantes.
Sin duda que el paso de tan piadosa corriente de peregrinos a Compostela influyó de manera decisiva en aquellos primeros pobladores de Villar a la hora de buscarse un protector celestial: Santiago será su patrón.
Actualmente en su demarcación se encuentra el despoblado de Cazuminos, del cual, como vestigio, apenas queda una fuente triangular de grandes piedras calizas.
FECHAS RELEVANTES DE LA HISTORIA DE VILLAR.
AÑO 915. Berulfo, hijo de conde, de ascendencia asturiana y relacionado con los "beni Mazaref,"fundador del monasterio de san Justo y Pastor, en el valle de Ardón, da al obispo leonés Fronimio el citado monasterio con sus edificios y bienes y todas las aldeas fundadas por él, entre ellas Quintana repoblada con gentes de Mazaref.
AÑO 943. Los nietos de Mazaref: Vicente, Oveco, Remesalio y Braolio, donan una iglesia junto al río Cea, propiedad de su padre Godesteo, al monasterio de los santos Justo y Pastor de Cillanueva.
AÑO 964. Abamor y Troitina venden a Valdredo y a su mujer Donna una heredad situada en Villar de Almazaref, perteneciente al otorgante y a su hermana Omalkeceme Sentriga como herencia paterna. Reciben por la misma 46 sueldos de plata, un buey y un paño.
AÑO 972. El 18 de abril, el presbítero Venze dona al abad Citayo y al monasterio de los santos Cosme y Damián de Abellar, por su alma y para después de su muerte, su heredad de Villar de Mazaref, con la condición de habitarla, a la que añade un caballo con freno y silla, bueyes, ovejas y carros. Firma entre los testigos un Mazaref.
AÑO 1017. El rey Alfonso V preside, acompañado de una nutrida presencia de obispos, abades, nobles e hidalgos, el conocido como Concilio de León, en el que se da a la ciudad un Fuero. En él se crea el nuevo alfoz o término jurisdiccional de la capital del Reino. En el canon 28 se dispone que Villar-Mazarefe, junto con otros pueblos, pase a pertenecer al alfoz leonés. Desde ahora estará bajo la autoridad del Rey, que la ejercerá por su Merino.
AÑO 1023. La abadesa Flora hace testamento a favor del monasterio de Santiago de León, de la mitad de sus bienes de Villar, donde había vivido bastantes años con otras mujeres de la familia Arias en retiro monacal, bajo la Regla de san Benito.
AÑO 1028. Koresci, dona en remedio de su alma, a la sierva de Dios Mumadonna, y al monasterio de Santiago de León, la parte que le corresponde de la herencia paterna en Villar, y un caballo y una vaca con su ternero.
AÑO 1126. El rey Alfonso VII concede a la Iglesia Catedral de Sta. María de León, Villar-Mazarefe, con todas sus villas y heredades y su foro; es el llamado "honor de Villar-Mazaref" que pasaba a ser desde ahora señorío jurisdiccional del obispo.
AÑO 1163. El papa Alejandro III ratifica con una Bula las propiedades de la iglesia de León, entre las que está "Villa-Mazaref cum foro ad eam pertinente."
AÑO 1196. El rey Alfonso IX da un nuevo Fuero a la capital del reino, aunque no será efectivo en muchos aspectos hasta el 1219, recuperando para la ciudad el señorío sobre Villar. Sin embargo el obispo mantiene importantes propiedades allí, lo que será causa de numerosos conflictos con el concejo de León.
AÑO 1257. El rey Alfonso X envía un Privilegio, por el que concede al concejo de Villar de Mazarife y a las villas de su Honor que no entre Merino en ellas. La concesión está motivada por las continuas quejas de los vecinos acerca del comportamiento de los merinos, los cuales llevaban yantares mayores de lo debido, traían con ellos gran acompañamiento, por lo cual el yantar era muy elevado, detenían por sospechosos a algunos vecinos, viéndose éstos obligados a darles dinero para que los soltasen y citaban a los que sabían que tenían hacienda con la escusa de hacer pesquisa hasta que les pagaban lo que querían.
AÑO 1278. El mismo rey Alfonso X envía un Mandato, a petición de Concejo de León, al merino de Manrique Gil en el Honor de Villar de Mazarife, Pedro Pellizer, que no impida a los vecinos del mismo venir a juicio a León.
AÑO 1289. El rey Sancho IV envía otro Mandato al merino mayor Esteban Pérez, para que no permita a Alvar Rodríguez Osorio, ni a su hijo, entrometerse en la justicia del Honor de Villar, alfoz de León, ni perturbar al concejo de la ciudad y sus merinos en el ejercicio de sus derechos.
AÑO 1289. Otro documento de este mismo año habla del Honor de Villar de Mazarife, que es alfoz de León, y de las viñas y heredades que los vecinos de León tienen en él.
AÑO 1326. El rey Alfonso XI escribe a los vecinos de Villar recordándoles su condición de alfoceros del concejo de León, y por tanto súbditos del rey y no de otro señor, pues se habían hecho hombres de "Behetría" tomando como señora y comedera a Dª María, mujer del infante don Juan, tío del rey.
AÑO 1335. Pleito entre los vecinos de Villar y el concejo de León. Aquellos eran alfoceros del concejo de la ciudad y, como tales, estaban obligados a acudir a juicio a León, pagar la soldada del llamado juez del Rey, contribuir en el trabajo de los muros de la ciudad, quedando exentos de pagar "portazgo", impuesto de las mercancías que vendiesen en la ciudad. Sin embargo no cumplían estas obligaciones pues se habían hecho de nuevo hombres de Behetría que les permitía cambiar de señor a su voluntad.
AÑO 1339. Provisión del rey Alfonso XI para impedir que Pedro Alvarez Osorio tome Villar bajo su dominio, recordando a sus habitantes que no pueden hacerse vasallos de ningún señor por ser del concejo de León.
SIGLO XV. Los Osorio, familia de la nobleza leonesa, señores de muchos lugares del Páramo, pasan a tener el señorío de Villar.
AÑO 1587. En la "Relación" que, de sus diócesis y parroquias, los obispos mandan al rey Felipe II, Villar tiene 25 vecinos, lo que supone unos 120 habitantes.
AÑO 1591. De este año data el testamento más antiguo que se registra en los libros del Archivo parroquial. Corresponde a Felipe Blanco que manda, entre otras cosas, dar pan y vino a los pobres el día de su entierro. El párroco se llama Juan García.
AÑO 1636-39. El obispo don Bartolomé Santos, en su primera visita a esta iglesia de Villar, examina a los feligreses de la doctrina cristiana y "los halla medianamente instruidos". Manda también reparar la esquina de la Capilla Mayor que amenazaba ruina.
Tres años después repite la visita y concede 40 días de indulgencia a todos los que trabajen en la obra de la esquina de la iglesia, y les permite hacerlo en domingo, y fiestas que no sean de la Virgen ni de los apóstoles. Impone multa de tres reales a los que falten a misa y trabajen en día de fiesta, y a la Cofradía de Santiago la obliga a tener ropa limpia para las dos camas de que dispone el Hospital de pobres y peregrinos.
SIGLO XVIII. -TABLA DE USOS Y COSTUMBRES-
Por tradición, el párroco recibe, por un entierro de adulto 10 reales, 7 molletes de pan, medio azumbre de vino y 7 cerillas. Los siete domingos siguientes: 7 molletes de dos libras, medio azumbre de vino, y su bolla de dos libras de centeno, y oferta de año y día con su bolla de dos libras y cerillas. Por el entierro de un párvulo 3 reales. Por un bautizo 2 reales, una bolla, un mollete de trigo de dos libras y medio azumbre de vino. Por un "casorio" (boda) 15 reales. Cada domingo el vecino que le tocase por "belanda" la caridad de un mollete de dos libras con una oblada de centeno de dos libras y una cerilla, un cuarto de vino para la misa y el trigo para el pueblo. En ciertos aniversarios, además de las misas, se daban 5 azumbres de vino y 12 libras de pan de trigo a los pobres el día de Ntra. Sra. de marzo. La vigilia de Santiago se daba un real por cantar las Vísperas, más 2 cuartales de pan "masado" para los pobres. Por otra misa de aniversario de cada año se daban 15 libras de pan y media cántara de vino. Todo esto está registrado en la llamada TABLA de MISAS y ANIVERSARIOS.
AÑO 1753. Catastro del Marqués de la Ensenada. El 11 de marzo de este año, al juez de su Majestad, D. Miguel López Barragán y el escribano real D. Antonio Martínez Pizarro toman juramento a la Comisión declarativa de lo que supiere y fuere preguntado. La Comisión estaba formada por el párroco don Manuel Carreño, el merino en Villar Bartolomé Febrero, el teniente alcalde Francisco González, los regidores Antonio García y Simón Fernández, el fiel de fechos Mateo González, el agrimensor Josph de Egido y los peritos Francisco González y Nicolás Miguélez. Declaran que Villar de Mazarife es lugar de señorío del estado de Astorga y jurisdicción de la villa de Villamañán. Tiene una extensión de 8.487 heminas. La población es de 48 vecinos, que representan unos 200 habitantes. Dispone de 63 casas habitables. Y hay una taberna de utilidad pública.
Este mismo año muere aquí en Villar su párroco don Manuel Carreño y manda en su testamento se le digan 400 misas.
AÑO 1755. "Fr Pedro Valdés, Guardián del convento de S. Francisco de la villa de Benavides" envía al cura de Villar don Manuel Arintero una "Carta de Hermandad" haciéndole beneficiario de todos los bienes espirituales de los franciscanos, rogándole favorezca a los frailes limosneros cuando vayan por el pueblo a pedir, disponiendo a sus feligreses a contribuir con sus limosnas y ofrecerles hospedaje.
AÑO 1762. El 13 de marzo de este año se hace el contrato de construcción de la Ermita de la Vera Cruz. El párroco firma el acta de aceptación de las condiciones de la obra que se compromete hacer Matheo del Barrio, vecino de Fontecha, en cuatro meses, por un coste de 450 reales, a pagar en tres partes. El acta de entrega y aprobación de la obra está fechada el día 1 de noviembre de este mismo año.
AÑO 1800. Este año los 59 vecinos de Villar cosechan 447 heminas de centeno; 17 heminas de trigo; 61 cántaras de mosto y 36 cabezas de pavos.
AÑO 1819. ACTA del CONCEJO. Memoria de lo que pesaron los materiales de la fragua. Que se compone de dos pares de tenazas, dos machos, un martillo de mano y la vigornia. Los machos y martillos esmangados pesaron todo lo amencionado veinte y nueve libras, y tienen que pagar la libra de yerro que faltase o sobrase a dos rrs y medio libra, y para todo esto se entregaron a Fcº Martínez como maestro que se ajustó a trabajar en la fragua en 15 de septiembre del año 1818, con la conformidad de llevar por los aguzos a tres cuartos y por las puntas menores a seis cuartos y las mayores a catorce cuartos. Los hombros a real cada uno; y para que conste y por verdad lo firmo yo como fiel de fechos a catorce días del mes de fvº del año de 1819
Como fiel de fechos, Bizte González. (rúbrica)
AÑO 1835. El diezmo con el que contribuyen este año los 60 vecinos de Villar es el siguiente: Centeno, 440 heminas. Cebada, 8 heminas y 2 celemines. Corderos, 31 cabezas y 36 reales. Mosto, 12 cántaras y 4 cuartillos. Uva, una cesta y una talega y media.
AÑO 1847. En el Diccionario Geográfico de Madoz aparece Villar con esta descripción:"Está situado en un páramo, su clima es frío y propenso a tercianas y dispone de buenas aguas. Tiene 45 casas, escuela de primeras letras frecuentada por 40 niños. La iglesia parroquial está dedicada a Santiago y está servida por un cura. Confina con Fojedo del Páramo, Mozóndiga, Bustillo del Páramo y Chozas de Abajo. Produce granos, legumbres, lino, patatas y pastos. Cría ganados y se cazan liebres. Su población es de 37 vecinos, que corresponden a 150 habitantes. Contribuye con el Ayuntamiento.
AÑO 1850. RECIBO de TRIBUTOS. Como Administrador del Emº Sr Marqués de Astorga recibí de la Junta de Villar de Mazarife 300 reales vellón, del foro que actualmente paga dicho pueblo y despoblado de Cazominos propio del dicho Emº Sr, y es correspondiente al presente año en fecha y plazo vencido en 30 de noviembre de 1850. Villamañán.
Dionisio Rodríguez, Adm. (rúbrica)

## Monumentos
IGLESIA PARROQUIAL: Típica construcción paramesa de gruesos muros de tapial revestido de argamasa. Se cierra a los pies con la torre de canto rodado y mortero, rematada con espadaña de ladrillo donde se asientan las campanas a las que se sube por un husillo de setenta y dos peldaños de madera. El cuerpo principal es obra del siglo XVI, y del primer tercio del XVIII la espadaña.
El interior es de una nave, separada de la cabecera por un arco de medio punto rebajado; se cubre con artesonado liso y vigas al aire. La cabecera va coronada por una cúpula rebajada que oculta un artesonado de madera tallada del siglo XVI. El frente lo llena el retablo mayor, obra anónima de buenos tallistas leoneses del primer tercio del siglo XVII. Éste se estructura en tres calles y tres alturas; las calles enmarcadas por columnas estriadas en espiral. La calle central lleva sobre el zócalo, de moderna construcción, el sagrario, pieza barroca de notable valor artístico, de mediados del siglo XVII, con altorrelieves en los costados y en la puerta, y columnillas arracimadas. Sobre él la imagen de Santiago peregrino, de la primera mitad del siglo XX, de los talleres de arte religioso de Olot. Por encima de la hornacina, coronando el retablo, un calvario con talla policromada del Crucificado del siglo XVI, flanqueado por la Virgen y san Juan, pinturas sobre tabla del siglo XVII.
Las calles laterales reproducen iconografía santiaguista en tres lienzos, y otros tres más representan el Nacimiento, la Adoración de los Reyes y san Froilán. Son obras de finales del siglo XVII, de pintores leoneses como Raposo y otros.
En el arranque de la nave, y a ambos costados, contemplamos sendos retablos de menor tamaño pero no menor valor artístico. En el costado derecho el de las Ánimas, de mediados del siglo XVII. En un lienzo grande se representa la Sta Trinidad con las almas del purgatorio a sus pies; lo remata un frontoncillo con un pequeño lienzo del siglo XVIII de la Virgen de la Portería, devoción que extienden por el Páramo los franciscanos descalzos de Villamañán. El otro retablo del costado izquierdo se estructura en tres calles con hornacinas para imágenes. En la central la Virgen del Rosario, talla de marcado carácter popular, no carente de mérito artístico, bellamente policromada, obra del siglo XVI, recientemente restaurada. Coronando el mismo una preciosa talla barroca del Niño Jesús representado como Rey del universo. Una última talla, también barroca, en la hornacina izquierda, es la imagen de san Antonio Abad, devoción muy extendida en el ámbito rural por su protección de los animales. En la hornacina derecha falta otra imagen que, presumiblemente, sería un san Roque que en tiempos pasados tuvo su propio retablo, lamentablemente desaparecido.
También cabe reseñar otras piezas de notable valor artístico. Así, la pila bautismal, gran copa de piedra pulida con bellos motivos ornamentales, data del primer tercio del siglo XVII. Y la Cruz procesional; una excelente obra de plata repujada y cincelada del platero leonés Juan de Mora, del primer tercio del s: XVII. Y terminamos con otra interesante pieza de orfebrería: la pequeña Custodia de plata sobredorada, hecha en León en 1698.
MUSEOS: La localidad consta de un museo del pintor y escultor Monseñor en el que se muestran sus obras y alguna que otra curiosidad. Asimismo existe otro museo dedicado al telégrafo y teléfono por gentileza de Don Ángel, en una bonita y antigua casa llamada "casa Antolín"
La localidad consta asimismo con un bonito mural de recibimiento para los peregrinos del camino en el que se muestra la iglesia rodeada de los apóstoles.

## Costumbres y tradiciones
Se tiene por costumbre guardar de fiesta La Octava y Año nuevo. Se acostumbra asimismo a sacar en procesión a San Isidro Labrador, el día de su santidad, para bendecir los campos y atraer buenas cosechas.
La matanza entre San Martín (11 de noviembre) y San Antón (17 de enero)
La vendimia del 20 de septiembre al 20 de octubre.

## Evolución demográfica
| 2000 | 2001 | 2002 | 2003 | 2004 | 2005 | 2006 | 2007 | 2008 | 2009 | 2010 | 2011 | 2012 | 2013 | 2014 | 2015 | 2016 | 2017 | 2018 | 2019 | 2020 |
| 428  | 419  | 403  | 386  | 409  | 447  | 440  | 448  | 451  | 429  | 414  | 398  | 374  | 360  | 350  | 362  | 366  | 360  | 351  | 353  | 345  |

- Datos: Q3559051